# 舊吉爾羅伊 (加利福尼亞州)
舊吉爾羅伊（英語：Old Gilroy）是位於美國加利福尼亞州聖塔克拉拉縣的一個非建制地區。該地的面積和人口皆未知。

## 地理
舊吉爾羅伊的座標為37°00′01″N 121°31′41″W / 37.00028°N 121.52806°W，而該地的平均海拔高度為150米（即492英尺）。